# ボルクヴァルトIV

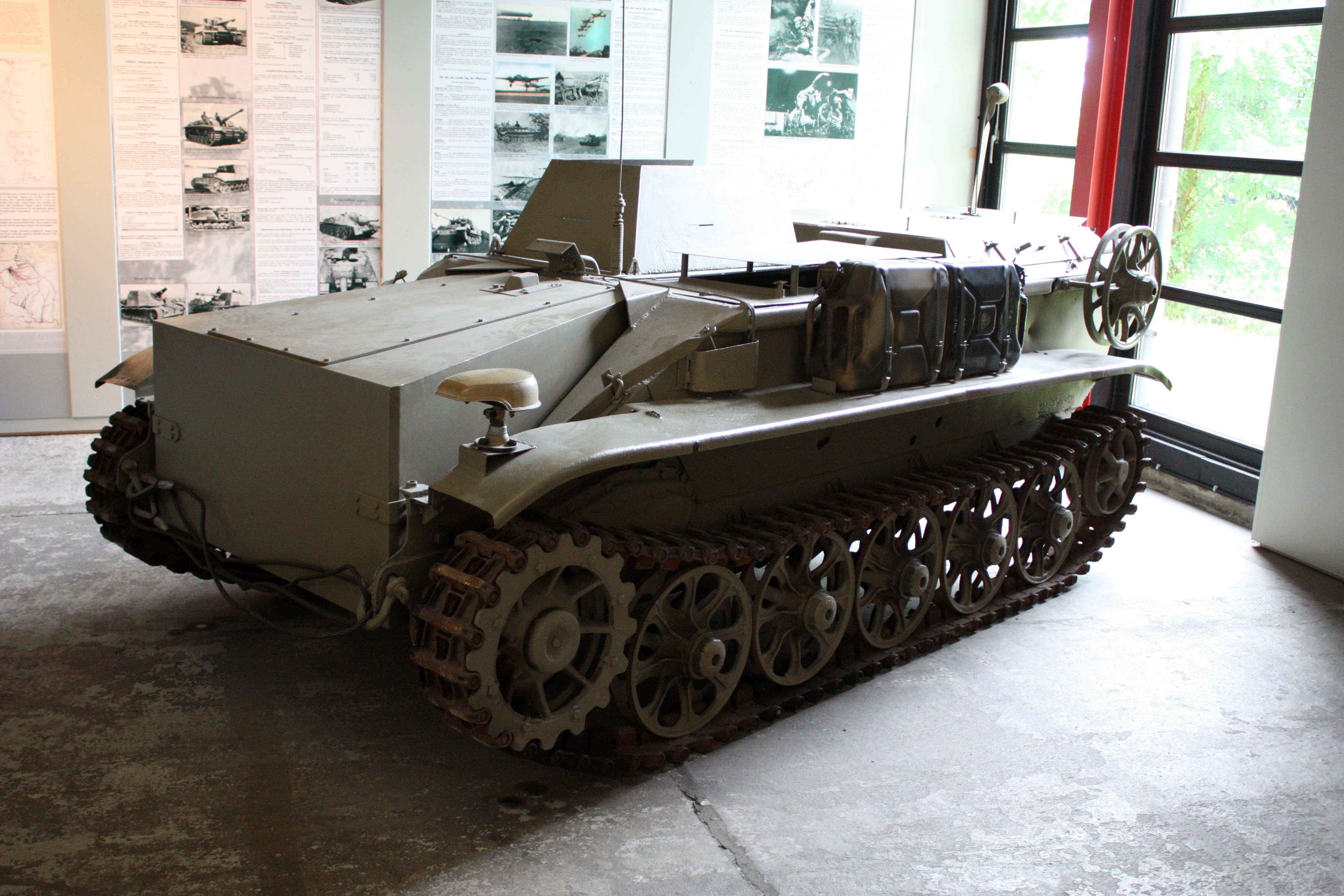
ムンスター戦車博物館に展示されているボルクヴァルト B IV C型

ボルクヴァルトIV（Borgward IV）またはB IVは、第二次世界大戦でドイツ軍の使用した、遠隔操縦式爆薬運搬車輌である。
全装軌式の、gepanzerter Munitionsschlepper、gep.Mun.-Schlepper（ゲパンツァーター・ムニッチオーンツシュレッパー、「装甲弾薬運搬車」の意）である。
当項目ではB IVの前身であるB I / B II / B III（VK.3.01 / VK.3.02）と併せて解説する。

## 概要
ゴリアテ無人爆薬運搬車の拡大版とも言える兵器で、爆薬を搭載し無線誘導もしくは有人操縦で敵陣や地雷原に肉薄する。そこで傾斜した前面装甲上に搭載した爆薬を滑り落とし、安全距離まで後退したところで起爆、目標を破壊する。
爆薬運搬車の他、小型の装軌式運搬車としても用いられ、携行対戦車ロケット発射筒を搭載した対戦車車両としても運用された。

## 開発
ドイツでは第一次世界大戦当時から、無線や有線による誘導兵器の実験が行われていたが、敗戦によりその開発は停止を余儀なくされていた。
一方、フランスでも、1915年にシュナイダー社が、「Torpille terrestre（陸上魚雷）」という自走兵器を開発した。これは有線操縦式の無人兵器で、塹壕前の有刺鉄線を爆破することを目的として、40 kgの爆薬を搭載し、車体ごと自爆することで破壊した。電気モーターで駆動し、履帯式ではなく、車輪に多くの突起が付いていた。電気回路は水密化され、浅い水たまり程度なら、潜水走行が可能であった。「クロコダイル」という名称でフランス軍に採用され、戦車が登場する前の1915年の秋に実戦に投入された。
1937年にポンメレットは、小型装軌式車輌に爆薬を搭載、無線誘導で敵陣に突入して自爆する「VP（陸上魚雷）」を開発、これは採用され2,000両の生産が命じられた。しかし少数が完成したところで、1940年のドイツ軍のフランス侵攻を受け、セダン付近で実戦に用いられたに止まった。
ドイツでも、1939年11月にボルクヴァルト社が、地雷の除去を行うための無人誘導車輌の開発を命じられた。“B I 地雷除去車輌 (Mineräumwagen, Borgward I, Sd.Kfz. 300)”の名で完成した車両は、地雷原で地雷処理ローラーを牽引する使い捨て車輌（地雷の爆発で本体も破壊される）で、安価に作るために車体はベトン（コンクリート）製、転綸は木製であった。B Iは1939年より1940年5月にかけて50輌が作られたが、実戦には投入されず、実用試験が行われたに留まった。
1940年には、B Iの車体を延長、転輪を片側3個から4個に増やし、上部支持輪を追加しエンジンを大出力のものに変更した“B II (Borgward II, Sd.Kfz. 300)”が開発された。重量2.3トンの車体はやはりコンクリート製であったが、こちらは最大515 kgの爆薬を搭載、自爆することで周囲の地雷も誘爆させる方式であった。1940年4月にはB IIの生産発注が行われ、同年7月には100輌が追加発注されたが、実用試験の結果、信頼性に乏しく、不満足な結果となり、生産発注は取り消されて試作のみに留まった。この他、車体を鋼板（前面のみ12mmの装甲鋼板で、それ以外の部分は軟鋼板）製とし、車体の周囲にフロートを搭載して推進用のスクリュープロペラと舵を備えた水陸両用型である“Ente”（アヒルの意）も試作されている。
更に、ボルクヴァルト社はB IIの設計を発展させ、車体を鋼板製としたB III (Borgward III)を試作した。この車両はB I/IIに先立つ1937年9月、フランスのルノー UEのような小型装甲弾薬運搬車を念頭に置き、小型の汎用装軌車として弾薬の輸送などにも使用でき、更には各種小型火砲の運搬、またそれらの自走化車台としても使用できるものとして同社に開発が命じられていたものであった。
1937年9月、陸軍兵器局第6課は、あらゆる種類の地形で前線部隊に1トン(車両に500kg、トレーラーに500kg、を積載)の弾薬を配達できる、全装軌式運搬車の開発を承認した。
陸軍兵器局第6課はボルクヴァルト社と試作車 “VK.3.01”こと、0ゼーリエ 20両の組み立て契約を結んだ。また、シェーラー=ブレックマン（Schöller-Bleckmann）社とも装甲車体を製造する契約を結んだ。VK.3.01は1939年から1940年にかけて全20両が製造された。
1940年4月15日、陸軍兵器局第6課は、ヴュンスドルフでVK.3.01のデモンストレーションを行った。フィアットの設計、捕獲されたルノーUE、I号弾薬運搬車と競合した。VK.3.01は優れたクロスカントリー能力を備えていた。
1940年4月、VK.3.01の不具合を修正すべく、改設計が行われ、車体サイズを拡大した、試作車 “VK.3.02”が完成し、400両分が発注された。VK.3.02は1941年10月から1942年2月にかけて28両が製造された。1941年12月16日、陸軍兵器局第6課は、現場条件の変化により、VK.3.02の生産を中止することを決定した。1942年9月9日、試験目的で、19両分が追加注文され、製造された。最終的に、VK.3.02は全47両が製造された。
B IIIは、VK.3.01と3.02を合わせて、全67両が製造された。
1942年11月、既存の駆動輪が、泥詰まりを起こしやすいため、新しい駆動輪が開発された。新規製造分は最初からこの駆動輪を装備し、既存車両もこの駆動輪に交換された。
1943年3月18日付で第801装甲弾薬運搬車中隊が編成され、40両のB IIIが配備され、1943年6月19日、レニングラード戦に投入され、ラドガ湖の南で、1943年6月17日から8月20日までの戦闘で使用された。
1941年10月、ボルクヴァルト社に対し、使い捨て・自爆専用であるB I、B IIと違い、目標付近に爆薬を投棄して後退、運搬車本体は再利用することもできるタイプの爆薬運搬車輌の開発が指令された。この車両は使い捨ての無人操縦車両ではなく、人が搭乗して操縦することもできる車両として、B IIIを“schwere Ladungsträger”（シュヴェーア・ラドンツトレーガー、重爆薬運搬車、の意。なお、“軽”爆薬運搬車（leichter Ladungsträger、ライヒター・ラドンツトレーガー）はゴリアテ無人爆薬運搬車を指す）に発展させる形で開発するものとされ、また、爆薬運搬車以外にも軽偵察車輌や煙幕展開用車輌としての運用も考慮されていた。この計画に従い、翌年1942年には前述のVK.3.02を基に“B IV (Borgward IV, Sd.Kfz. 301)”が完成した。
B IVは、車体前面に傾斜したスロープ様の爆薬搭載部があり、台形の箱に収められた450 kgの爆薬を搭載して目標に接近し、接地地点で爆薬をスロープから前方斜め下に投下し、本体は安全圏まで後退した後に起爆させる。完全無人型だったB I/IIとは異なり、目標まである程度の距離までは人間が搭乗して操縦し、操縦手は目標手前で脱出した後は無線操縦に切り替える方式となった。
爆薬運搬車として用いられた他、小型装軌式運搬車としても用いられ、“パンツァーシュレック”対戦車ロケット弾発射筒を搭載した軽対戦車車両、“Panzerjäger Wanze”としても用いられている。
なお、ボルクヴァルト社では1940年7月にはVK.3.02の車体にオープントップ式にPaK 38 5 cm対戦車砲を搭載した対戦車自走砲を2輌、1941年9月には同様にVK.3.01にオープントップ式に10.5 cm無反動砲を搭載した自走無反動砲（車台以外はモックアップ）を1輌、試作しているが、これらはB IVとは車体が異なる。両車とも試作のみで量産は行われていない。

## バリエーション

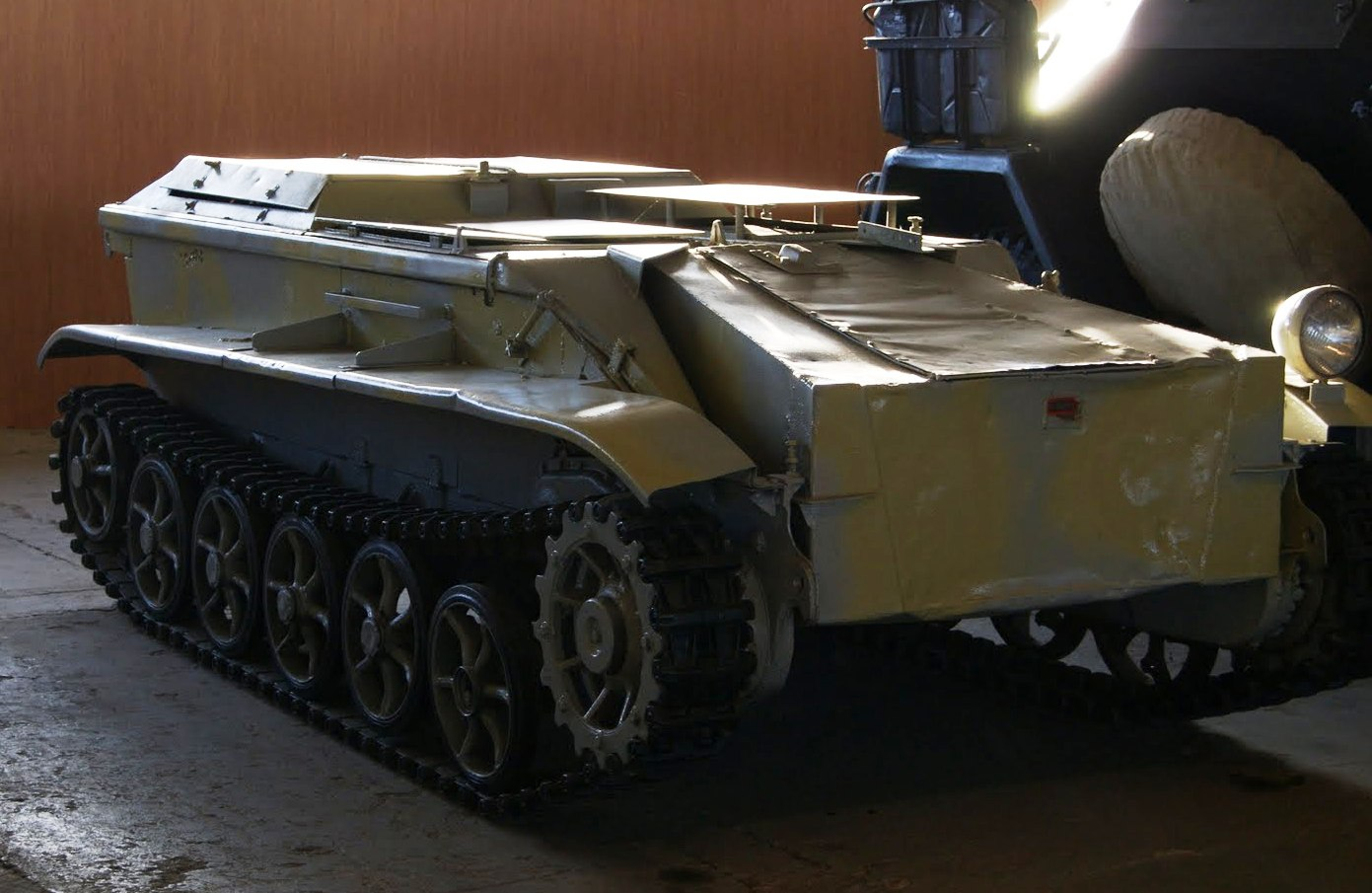
B IV B型
クビンカ戦車博物館の展示車両

B IV A型
前面装甲10mm、その他5mmの最初の型。しかし、操縦席から操縦手の頭が無防備に出ており、死傷者が続出したため、後から操縦席周りの前・側面に8mm厚の装甲板が追加された。
1942年4月に生産開始され、試作型12輌、量産型616輌が生産された。
B IV B型
側・後面に8mm厚の装甲板が追加された新型。燃料タンクやエアフィルター、無線誘導装置など車内のレイアウトが変更された。
1943年7月に生産開始され、260輌が完成した。
B IV C型
装甲が20mm厚に強化され、右にあった操縦席が左に移り、車体形状も変化した最終生産型。エンジンも78馬力の6B3.8型6気筒に変更された。1943年12月から生産開始され、305輌が完成した。
軽戦車駆逐車ヴァンツェ（Panzerjäger Wanze）
短縮型のRPzB 54/1 パンツァーシュレック”対戦車ロケット擲弾発射筒を3連に束ねたものを上下2段に重ねて車体上面に搭載した簡易対戦車車両。車体前面には3基の煙幕弾発射器が装備されている。B型を基にしたものとC型を基にしたものがあるが、発射筒の搭載位置が異なる他は同一である。
1945年4月に56輌が改造されて製作された。ヴァンツェ（Wanze）とは、カメムシもしくはトコジラミを意味する。
PaK 38 5 cm対戦車砲搭載 I号a型装甲自走砲架
Panzer Selbstfahrlafette Ia mit 5 cm Pak 38 L/60、Pz.Sfl.Ia mit 5 cm Pak 38 L/60
Panzer Selbstfahrlafette（パンツァー・ゼルプストファール・ラフェッテ）は「装甲自走砲架」の意。B IIIの試作車であるVK.3.02の車台に、オープントップ型式の装甲（防盾）で囲んだ、PaK 38 5 cm対戦車砲を搭載した、対戦車自走砲。製造はラインメタル社。5 cm対戦車砲の威力不足から、1942年後半に開発中止。試作車2輌のみ。
VK.3.01 自走無反動砲
Ruckstossfrei Kanone (Sfl.) auf VK.3.01（非公式名称）
VK.3.01の車台に、オープントップ型式の装甲（防盾）で囲んだ、10.5 cm無反動砲1門を搭載した、自走無反動砲。試作車（車台以外はモックアップ）1輌のみ。

## 性能諸元
Sd.Kfz.300（B I/B II）
- 全長：1.85 m ※BI
- 全幅：0.8 m
- 全高：0.65 m
- 重量：
  - 1.55 トン ※BI
  - 2.3 トン ※BII
- 機関：
  - ボルクヴァルト4M 1.5 RII 水冷4気筒ガソリンエンジン ※BI
  - 出力： 29 馬力
  - ボルクヴァルト6M 2.3 RTBV 水冷6気筒ガソリンエンジン ※BII
  - 出力： 49 馬力
- 最大速度：5 km/h ※整地速度
- 航続距離：
  - 18 km ※BI
  - 30 km ※BII

VK.3.02（B III）
- 全長：3.57 m
- 全幅：1.83 m
- 全高：1.44 m
- 重量：3.5 トン
- 機関：ボルクヴァルト6M 2.3 RTBV 水冷6気筒ガソリンエンジン
- 出力： 49 馬力
- 最大速度：30 km/h ※整地速度
- 航続距離：150 km
- 装甲：8-14.5 mm
- 乗員：2 名

PaK 38 5 cm対戦車砲搭載 I号a型装甲自走砲架（Panzer Selbstfahrlafette Ia mit 5 cm Pak 38 L/60、Pz.Sfl.Ia mit 5 cm Pak 38 L/60）
- 戦闘重量：4.5 トン
- 武装：Pak 38 5 cm対戦車砲 L/60（俯仰角 -10°～+20°）
- 機関：ボルクヴァルト6M 2.3 RTBV 水冷6気筒ガソリンエンジン
- 出力：55 hp/3,600 rpm
- 最大速度 30 km/h ※整地速度
- 航続距離 200 km
- 装甲：6-14.5 mm
- 乗員：3 名（車長兼砲手、装填手、操縦手）

Sd.Kfz.301（B IV）
※A型
- 全長：3.65 m
- 全幅：1.80 m
- 全高：1.185 m
- 重量：3.6 トン
- 機関：ボルクヴァルト6B 水冷4気筒ガソリンエンジン
- 出力： 49馬力（3,800cc）
- 変速装置：前進1速／後進1速
- 懸架装置：トーションバー方式
- 燃料搭載量：108 リットル
- 最大速度：40 km/h ※整地速度
- 航続距離：120 km
- 装甲：5-10 mm
- 乗員：1 名